# Pasvik–Enare trilaterala naturskyddsområde

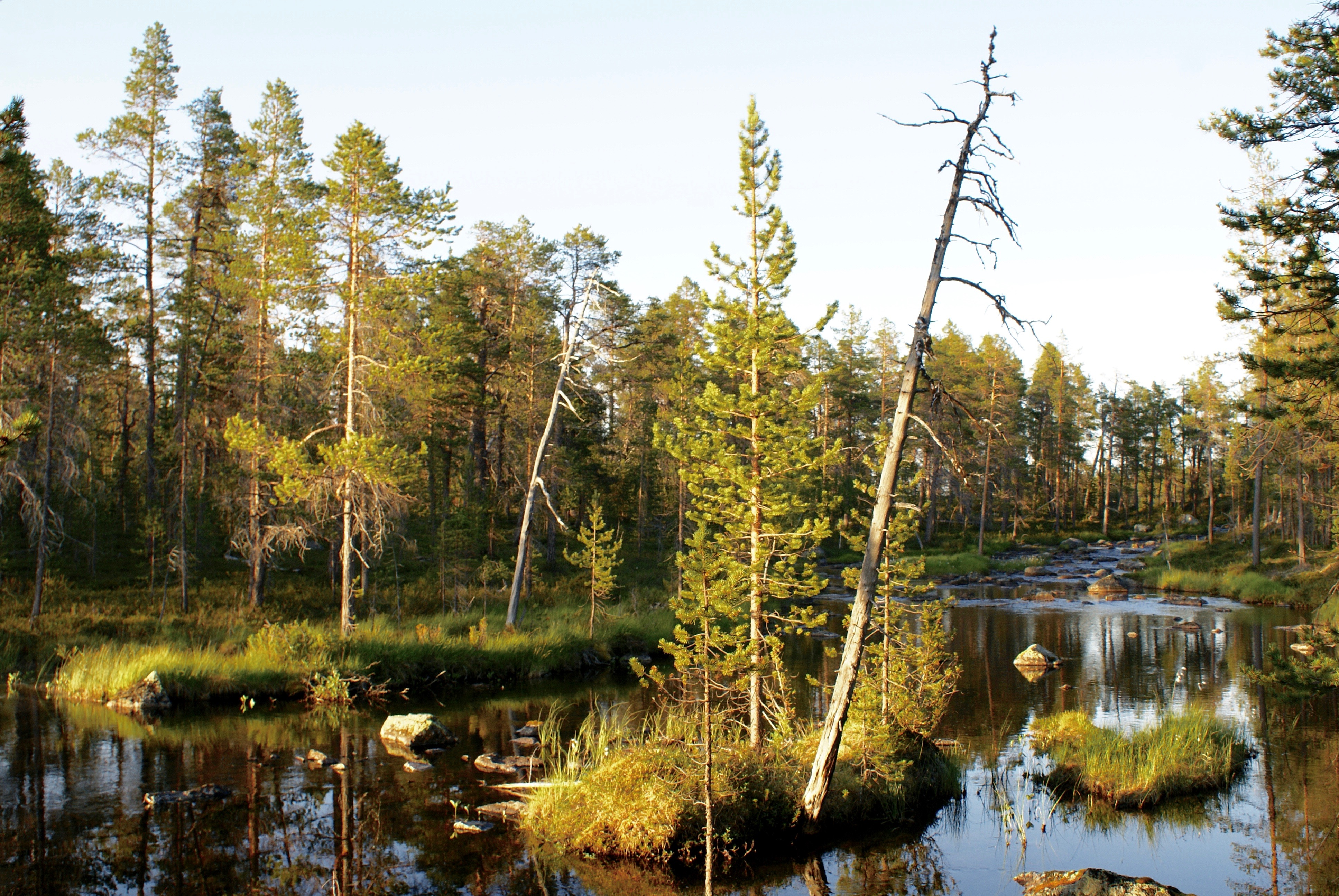
Kapperijoki, nära Surnuvuono i Enare träsk

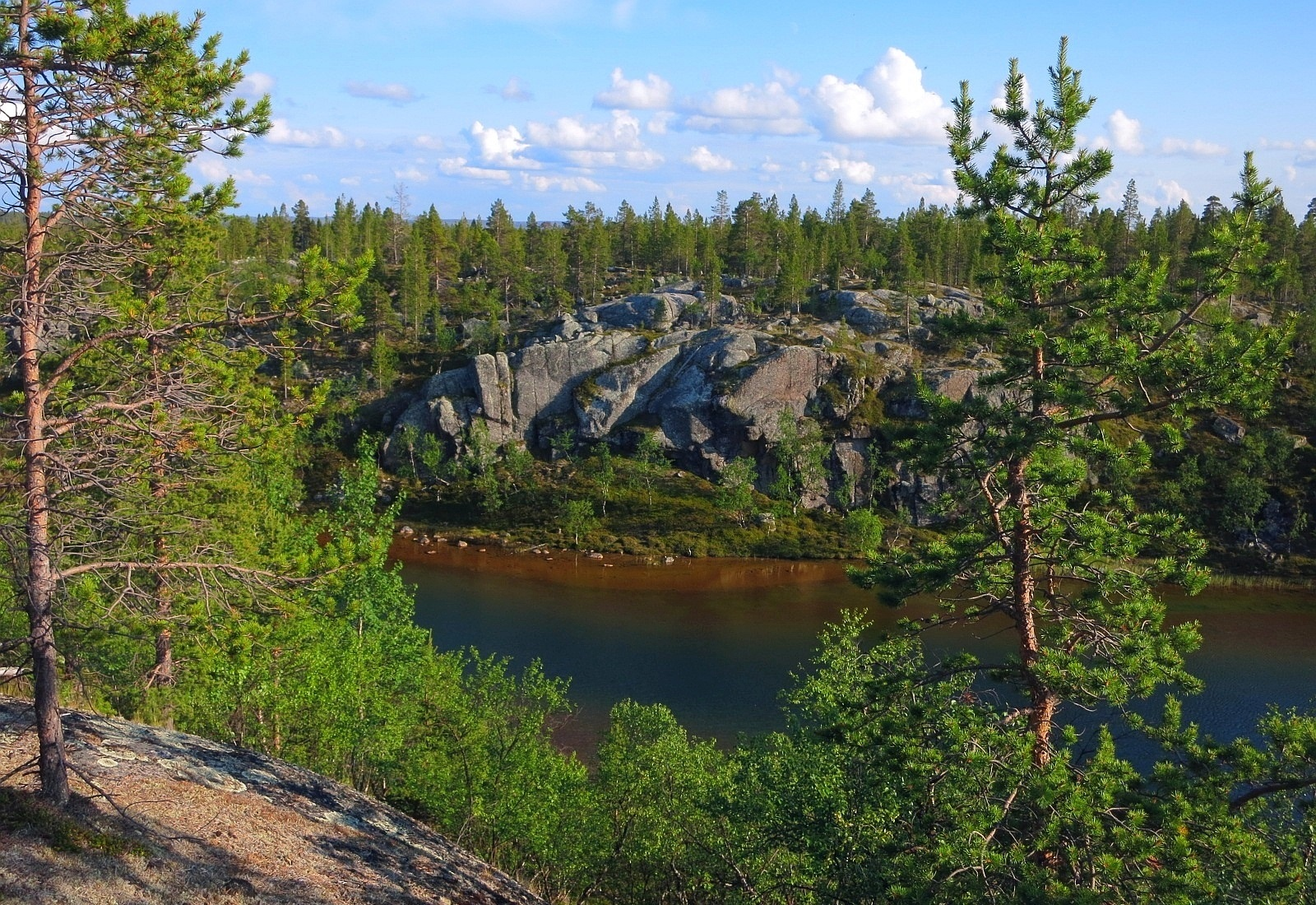
Landskap i Vätsäri ödemarksområde

Pasvik–Enare trilaterala naturskyddsområde (engelska: Pasvik-Inari Trilateral Park, finska: Paatsjoki-Inari yhteinen erämaaluonto) är ett över nationsgränserna naturskyddat vildmarksområde i Finland, Norge och Ryssland. Det består av Vätsäri ödemarksområde i Finland, Øvre Pasvik nationalpark, Øvre Pasvik landskapsvernområde och Pasvik naturreservat i Norge samt Pasvik Zapovednik i Ryssland.
Pasvik–Enare trilaterala naturskyddsområde har tillkommit i etapper. Øvre Pasvik nationalpark inrättades 1970, Vätsäri ödemarksområde inrättades 1991, det ryska Pasvik Zapovednik bildades 1992 och det norska Pasvik naturreservat bildades i oktober 1993. Åren 2006–2008 fick utvecklingen av samarbetet finansiellt stöd av Europeiska unionen. Området ingår som medlem i Europarc-federationen av naturskyddsområden.
Områdena täcker tillsammans en yta på knappt 1.900 kvadratkilometer, inom vilka verksamheter som vägbyggen och gruvdrift är förbjudna, och också i vissa områden skogsavverkning. År 2003 utvidgades Øvre Pasvik nationalpark, och Øvre Pasvik landskapsvernområde inrättades också. Tillsammans med det norska Pasvik naturreservat och områdena i Finland och Ryssland skapades därmed ett sammanhängande skyddat område, med olika grader av skydd, som täcker en stor areal i tre länder.